# Commission Parent
La Commission royale d'enquête sur l'enseignement dans la province de Québec, mieux connue sous le nom de commission Parent, est une commission royale d'enquête créée en avril 1961 par le gouvernement de Jean Lesage. S'inscrivant dans la vague de réformes de la Révolution tranquille, cette commission d'enquête est un tournant majeur dans l'histoire du système d'éducation et de la modernisation au Québec.
Cette commission a été créée à la suite de nombreux débats dans les années 1950 et au début des années 1960 portant sur le faible niveau d'instruction et la piètre qualité de la langue française au Québec. Son mandat était d'« [é]tudier l'organisation et le financement de l'enseignement [au] Québec, [de] faire rapport de ses constatations et opinions et [de] soumettre ses recommandations quant aux mesures à prendre pour assurer le progrès de l'enseignement [au Québec] ». Elle était présidée par Mgr Alphonse-Marie Parent, recteur de l'Université Laval de 1954 à 1960.
Cette commission a mené à la création d'un ministère de l'Éducation au Québec, redonnant à l'État l'autorité dans ce domaine traditionnellement réservé à l'Église catholique. Elle a également mis fin au régime des collèges classiques et mené à la création de nouveaux collèges de formation générale préuniversitaire et professionnelle (cégep). Enfin, grâce à de nouvelles structures de financement, elle a aussi mis la table pour la création d'un réseau d'universités publiques (Université du Québec) dans le but d'élargir l'accès aux études supérieures et d'augmenter le niveau de scolarisation général des Québécois.

## Contexte

### Système scolaire au Québec avant 1960
Bien que la culture scolaire québécoise soit héritière de la tradition française, ses structures ont surtout été inspirées par les institutions anglo-américaines. Historiquement, c'est une autorité a-étatique principalement dirigée par le clergé qui a pris charge du système d'éducation. Ainsi, depuis 1875, le gouvernement du Québec avait délégué la gestion de l'éducation au Conseil d'instruction publique et aux Comités catholique et protestant (formé des 22 évêques catholiques et protestants du Québec et d'un nombre égal d'administrateurs laïcs). Le surintendant du Conseil d'instruction publique administrait les budgets consacrés à l'enseignement, et les évêques agissaient comme porte-parole des parents en matière d'instruction. Cette situation a prévalu jusqu'au milieu du 20e siècle.
À la mort du premier ministre Maurice Duplessis, en 1959, le système d'éducation québécois est dans une situation très difficile. Puisqu'il n'existait pas de loi scolaire encadrant l'ensemble du système d'éducation, ce système s'était développé essentiellement par la prolifération d'instituts privés, notamment catholiques. Ce système aurait causé un retard des Québécois, particulièrement les francophones, en ce qui concerne la scolarisation.

#### Structures
Les écoles primaires et secondaires publiques, ainsi que les collèges privés, étaient répartis en 1 714 commissions scolaires, divisées selon la confession catholique ou protestante. Chaque commission scolaire était alors responsable de son propre curriculum, de ses manuels scolaires, et de la reconnaissance des diplômes qu'elle décernait. Plusieurs ministères dirigeaient également différents réseaux d'écoles professionnelles (tels que le ministère de la Jeunesse et le ministère de l'Agriculture, responsables des instituts de technologie, des écoles de métiers et des écoles d'agriculture), et la quasi-totalité des budgets affectés au département de l'Instruction publique (173 millions sur un total de 183 millions de dollars) échappait au contrôle de l'Assemblée législative,.
L'enseignement primaire était offert par des écoles publiques, des écoles privées ou des pensionnats (plus de 7 000 en 1960-1961). L'enseignement secondaire desservait surtout les régions métropolitaines, les centres urbains et les gros villages (2 108 écoles publiques, 363 écoles privées et 400 autres, incluant les collèges classiques, les séminaires, les juvénats, les écoles normales, les écoles de métiers et les instituts familiaux). L'enseignement professionnel était dispensé par des instituts de technologie. L'enseignement normal (formation des enseignants), surtout de type privé, était offert dans 114 écoles normales, et les collèges classiques comprenaient 181 établissements privés, subventionnés par l'État. Enfin, l'enseignement supérieur était assuré par six universités, dont trois de langue française (Université de Montréal, Université Laval et Université de Sherbrooke) et trois de langue anglaise (Université McGill, Université Sir George William et Université Bishop's).

#### Niveau de scolarité des Québécois
Malgré cette prolifération d'instituts privés, le niveau de scolarité des Québécois demeurait nettement inférieur à la moyenne des Canadiens anglais, y compris les Anglo-Québécois : en 1961, 63 % de jeunes francophones arrêtaient l'école à la 7e année, et seuls 13 % d'entre eux se rendaient jusqu'à la 11e année (par rapport à 36 % pour les anglophones). La différence était encore plus marquée au niveau postsecondaire. En 1960, seuls 3 % des francophones âgés de 20-24 ans fréquentaient l'université, tandis que dans les trois universités anglaises (McGill, Sir George William et Bishop), on comptait 11 % des anglophones du même groupe d'âge.
Ainsi, tout au long des années 1950, des voix multiples d'individus, de groupes, d'organismes officiels, se font écho à répétition pour réclamer une commission d'enquête sur l'éducation. Alors que la démographie du Québec est bouleversée par l'arrivée à l'adolescence des premiers baby-boomers, l'État québécois se retrouve devant le besoin urgent d'avoir un nouveau système scolaire, adapté aux besoins d'une démocratie moderne et industrialisée.

### Élection du gouvernement de Jean Lesage

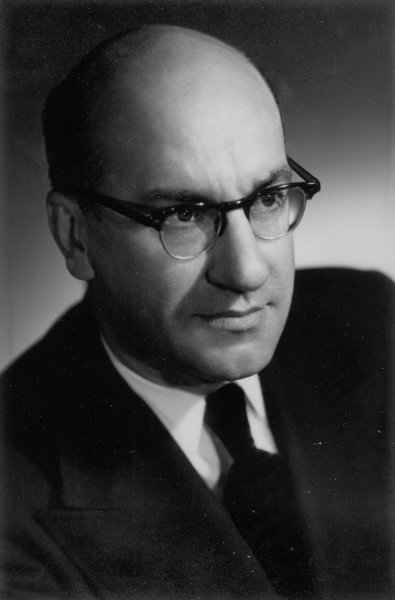
Georges-Émile Lapalme a inspiré le programme politique du Parti libéral de 1960.

En 1960, le Parti libéral dirigé par Jean Lesage présente un programme de réformes inspiré par les écrits de Georges-Émile Lapalme. Dans ce programme, on y propose d'instaurer la gratuité scolaire à tous les niveaux (y compris pour l'université) et de créer une commission d'enquête sur l'éducation au Québec.
Porté au pouvoir, le Parti libéral décide par décret le 6 juillet 1960 de rapatrier un ensemble de pouvoirs sous l'autorité du ministère de la Jeunesse, créant ainsi un « ministère de l'Éducation sans le nom ». Ce ministère dirigé par Paul Gérin-Lajoie commence à mettre en place une « Grande charte de l'éducation ». Cette « Grande charte » référait à douze projets de loi touchant à l'éducation, votés à l'Assemblée législative :
- Le projet de loi 31 (instituant une commission d'enquête sur l'enseignement);
- Le projet de loi 50 (instituant les allocations scolaires);
- Le projet de loi 64 (concernant le financement des investissements universitaires);
- Le projet de loi 80 (pour faciliter la formation universitaire du personnel enseignant);
- Le projet de loi 81 (pour favoriser le développement de l'enseignement secondaire);
- Le projet de loi 82 (concernant la gratuité de l'enseignement et la fréquentation scolaire obligatoire);
- Le projet de loi 83 (modifiant la loi des subventions aux institutions d'enseignement classique et autres écoles);
- Le projet de loi 84 (concernant les bourses d'études aux étudiants universitaires des collèges classiques);
- Le projet de loi 85 (conférant aux parents le droit de vote aux élections scolaires);
- Le projet de loi 86 (pour aider les commissions scolaires à s'acquitter de leurs obligations);
- Le projet de loi 87 (modifiant la loi de l'instruction publique);
- Le projet de loi 95 (relatif au collège Saint-Paul)[13].

Ces projets de loi, s'en tenant essentiellement à l'aspect financier, constituent une première étape dans la réforme du système d'éducation. Toutefois, afin de coordonner toutes les réformes dans le domaine de l'éducation, le gouvernement du Québec veut avoir une bonne vue d'ensemble de la situation.
Reprenant une recommandation du rapport de la commission Tremblay de 1956 (et de la Conférence québécoise sur l'éducation de 1958), la Commission royale d'enquête sur l'enseignement dans la province de Québec est ainsi créée le 28 février 1961.

## La Commission

### Mandat et membres de la Commission
Les membres de la commission d'enquête sont nommés le 21 avril 1961. Elle est présidée par Mgr Alphonse-Marie Parent, recteur de l'Université Laval de 1954 à 1960,.
Les autres membres de la commission sont :
- Gérard Filion (vice-président), directeur du journal Le Devoir et président de la Commission scolaire de Longueuil ;
- Guy Rocher, sociologue et professeur à l'Université de Montréal ;
- Jeanne Lapointe, professeure de lettres à l'Université Laval ;
- David Munroe, directeur de l'Institut d'éducation de l'Université McGill[Note 3];
- Sœur Marie-Laurent de Rome (Ghislaine Roquet) de la communauté des sœurs de Sainte-Croix, professeure de philosophie et de religion au collège Basile-Moreau[Note 4] ;
- John McIlhone, directeur des écoles catholiques anglaises de la Commission des écoles catholiques de Montréal ;
- Paul Larocque, avocat et secrétaire adjoint d'Aluminium Ltd[17].

La commission est également appuyée par un secrétariat formé de quatre personnes : Arthur Tremblay, conseiller technique au ministère de la Jeunesse et directeur de l'École de pédagogie de l'Université Laval; C. Wynne Dickson, directeur de la commission scolaire de Pointe-Claire; Michel Giroux, enseignant et syndicaliste de la Corporation des instituteurs et institutrices catholiques (CIC); et Louis-Philippe Audet, frère enseignant et historien de l'enseignement du Québec.

### Déroulement
La Commission commence ses travaux le 16 mai 1961.
De 1961 à 1962, la Commission tient des audiences publiques dans huit villes du Québec. En mai 1962, la Commission décide d'élargir le champ de son enquête et de visiter l'ensemble des provinces canadiennes et plusieurs États américains. Enfin, de janvier à février 1963, la Commission visite également une dizaine de pays d'Europe — l'Allemagne de l'Ouest, l'Angleterre, la Belgique, le Danemark, l'Écosse, la France, la Suède, la Suisse et la Russie — afin de mieux connaître leurs organisations scolaires et d'y puiser des suggestions pour la réforme au Québec,,.
Le rapport de la Commission devait être remis à l'origine avant le 31 décembre 1962. Toutefois, cette date sera repoussée à plusieurs reprises afin de permettre la compilation des données recueillies. Les travaux de la Commission se poursuivront ainsi jusqu'au printemps 1966.
Au total, la Commission a recueilli 349 mémoires et plus de 400 témoignages de citoyens, d'entreprises et d'associations en tout genre. Elle a également consulté plus de 125 experts dans le domaine de l'éducation et visité 47 institutions scolaires.

### Objectifs
Au cours de son enquête, la Commission Parent cherche à « examin[er] toutes les dimensions de la question de l'éducation au Québec » et à « analys[er] toutes les facettes du système d'enseignement existant au début des années 1960 ». Selon la Commission, un système d'éducation moderne doit poursuivre trois objectifs :
- Donner à chacun la possibilité de s'instruire;
- Rendre accessibles à chacun les études les mieux adaptées à ses aptitudes et à ses goûts;
- Préparer l'individu à la vie en société[21].

Pour atteindre ces objectifs, un tel système doit disposer de classes et d'écoles nouvelles, d'enseignants qualifiés, de formations accessibles aux écoliers de tous les secteurs/niveaux, de possibilités de réorientation pour les écoliers, et d'une intégration des secteurs public et privé.
Bien qu'au départ, la majorité de la population jugeât que l'État dût jouer un rôle secondaire (« supplétif » dans le vocabulaire de l'époque) en éducation par rapport à celui de l'Église, la Commission recommandera plutôt à l'État d'être le maître d'œuvre dans ce domaine.

## Le rapport Parent
Le rapport de la commission Parent est publié en trois tomes, répartis sur cinq volumes. Volumineux, ce rapport contient plus de 500 recommandations pour réformer le système d'éducation québécois.

### Le premier tome
Le premier tome du rapport est publié en avril 1963. Celui-ci traite des « structures supérieures du système scolaire ». Après une analyse de l'historique de l'éducation au Québec et de l'organisation en place, la Commission recommande la création d'un ministère de l'Éducation (par la fusion du département de l'Instruction publique et du ministère de la Jeunesse). Ce nouveau ministère aurait pour fonction d'encourager et de coordonner l'ensemble des composantes du système scolaire. Il serait également responsable de la conception et de la gestion des programmes de formation, du contrôle de la qualité de l'instruction et de la délivrance des titres et des diplômes.
Le premier tome du rapport recommande également de créer un Conseil supérieur de l'éducation (en remplacement du Conseil de l'instruction publique). Formé de représentants de l'Église catholique, de l'Église protestante, de professionnels laïcs du monde de l'éducation et de parents, le Conseil supérieur aurait la tâche de veiller au développement de l'éducation au Québec et de conseiller le ministère de l'Éducation en donnant son avis sur toute question lui étant soumise. Ce Conseil aurait également le pouvoir de mener des études sur tout sujet d'intérêt pour l'éducation.
Suivant ces recommandations, le gouvernement Lesage crée le ministère de l'Éducation et le Conseil supérieur de l'Éducation le 19 mars 1964.

### Le deuxième tome
Le deuxième tome (en deux volumes) est publié en novembre 1964. Cette portion traite des « structures pédagogiques du système scolaire ». Elle présente un plan complet de réforme et de réorganisation de l'éducation québécoise : conception nouvelle des niveaux d'enseignement, des programmes d'études, des structures, de la pédagogie et des services éducatifs.

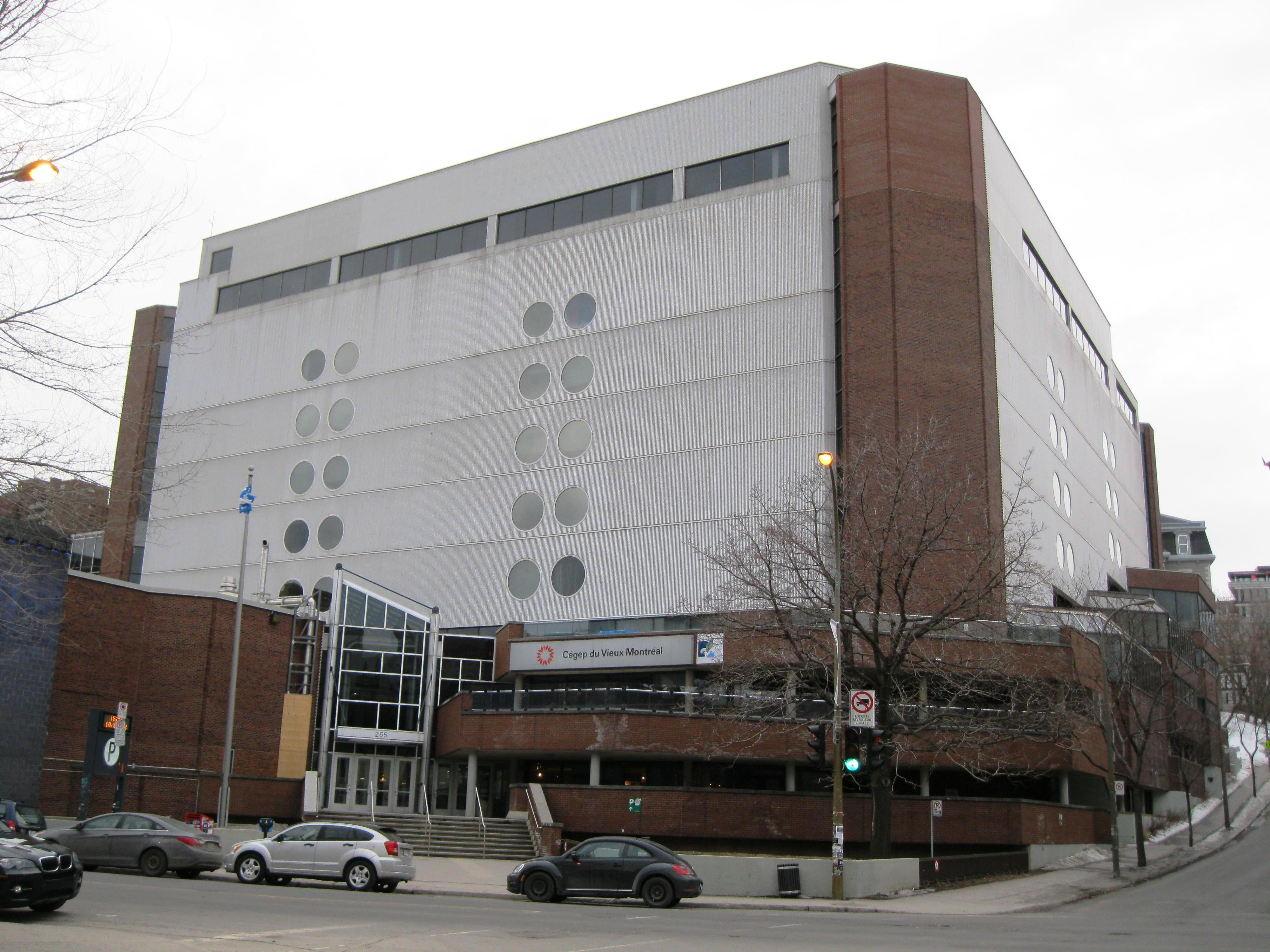
Les cégeps (ci-haut, le Cégep du Vieux-Montréal) ont été créés à partir de 1967 pour remplacer les anciens collèges classiques.

Cette tranche du rapport redéfinit les fondements pédagogiques et la structure organisationnelle de l'école primaire, qui devient publique et gratuite, et recommande l'expansion des classes d'éducation maternelle. Ces formations se veulent adaptées au stade de développement des enfants et à leur rythme d'apprentissage, dans une approchée inspirée de la psychologie génétique (notamment dans sa version piagétienne).
Le rapport propose aussi de remplacer les cours secondaires (deuxième cycle du système scolaire) présents sous plusieurs formes (écoles techniques, écoles de commerce, écoles d'infirmières, collèges classiques, etc.) par un seul cours secondaire s'étendant de la 7e à la 11e année scolaire inclusivement, dans le cadre d'une formation polyvalente, également publique et gratuite. Cette formation permettrait ensuite de poursuivre ses études à « l'Institut », un nouvel établissement préparant soit aux études universitaires, soit au marché du travail (avec des formations professionnelles ou techniques). Cet « Institut » sera créé sous le nom de « collège d'enseignement général et professionnel » (mieux connu sous le nom de cégep) à l'automne 1967.
On propose également de démocratiser l'accès à l'université, afin de permettre à un plus grand nombre d'étudiants talentueux de poursuivre leur cheminement, et de donner les fonds nécessaires aux universités pour promouvoir le développement des sciences et de l'expertise québécoise.

### Le troisième tome
Le troisième tome (aussi en deux volumes) est publié en mars 1966, peu de temps avant les élections du printemps 1966. Cette portion s'intéresse à l'administration de l'enseignement. Elle traite de questions comme la confessionnalité, les établissements privés, les administrations scolaires locales et le financement de l'éducation.

## Bilan
| Âge    | 1960 | 1970 |
| ------ | ---- | ---- |
| 15 ans | 75%  | 94%  |
| 16 ans | 51%  | 84%  |
| 17 ans | 31%  | 63%  |

L'ensemble des recommandations de la Commission Parent fournissent un programme exhaustif de réforme de l'éducation québécoise. Elles constituent une synthèse des multiples idées circulant dans ce milieu au tournant des années 1960. Cependant, si toutes les propositions de réformes ne sont pas appliquées intégralement, la publication même du rapport marque un nouveau point de départ dans les discussions sur l'éducation au Québec et sur son avenir.
L'une des conséquences les plus importantes de la Commission Parent a été l'augmentation du taux de fréquentation scolaire des Québécois, à partir des années 1960. En 2009, 82,3 % des jeunes de 15 à 19 ans étaient aux études à temps plein.

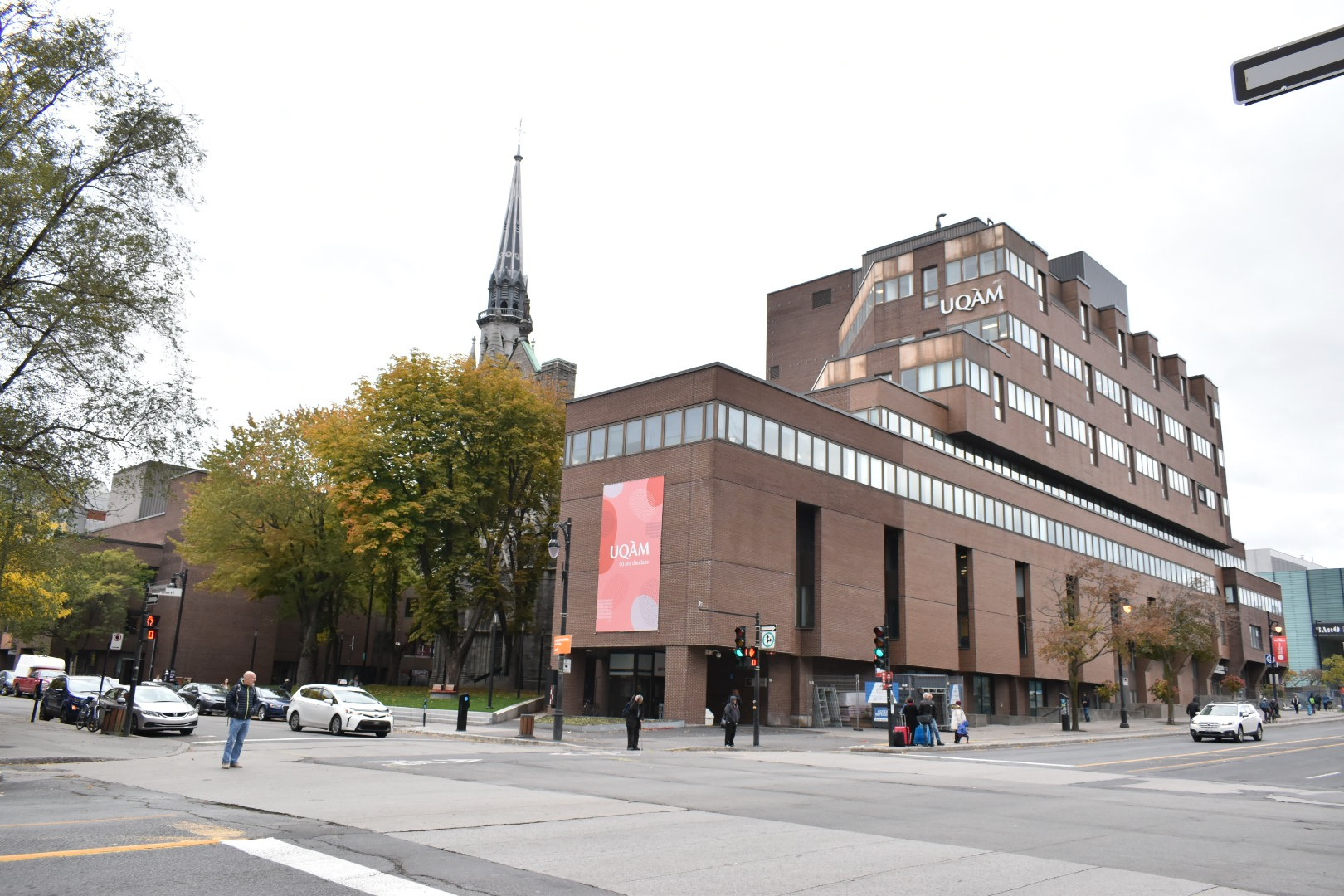
La création du réseau de l'Université du Québec (ci-haut le Pavillon Judith-Jasmin de l'UQAM) permet la démocratisation de l'enseignement supérieur à partir de 1969.

L'augmentation de la fréquentation scolaire a entraîné la création de l'Université du Québec. Bien que cette mesure ne fît pas partie des recommandations initiales de la Commission Parent, ce réseau d'universités (inspiré du système d'université d'état des États-Unis) a permis d'élargir l'accès à l'éducation universitaire, en plus de permettre aux gens de poursuivre leurs études en demeurant implantés dans leurs régions.

L'influence de la commission et du rapport Parent a été et est encore évoquée régulièrement par plusieurs intervenants. Selon le sociologue et corédacteur du rapport Parent, Guy Rocher, le rapport a eu un impact durable sur l'évolution sociale du Québec : 

« Si le Rapport Parent demeure un essentiel référent de l'évolution sociale du Québec, c'est qu'il a incarné une double aspiration de son époque : celle de l'entrée du Québec dans la modernité et celle de la démocratisation de la société québécoise »

— Guy Rocher, Un bilan du Rapport Parent: vers la démocratisation